# Craignure Golf Course
Craignure Golf Course is een golfbaan op het eiland Mull in Schotland. De golfbaan heeft 9 holes en beschikt niet over een driving range. Craignure Golf Course heeft zijn eigen clubhuis.

## Scorekaart
| Hole   | Wit        | Wit | Wit          | Rood       | Rood | Rood         |
| Hole   | Lengte (m) | Par | Stroke index | Lengte (m) | Par  | Stroke index |
| ------ | ---------- | --- | ------------ | ---------- | ---- | ------------ |
| 1      | 239        | 4   | 13           | 224        | 4    | 7            |
| 2      | 261        | 4   | 11           | 240        | 4    | 9            |
| 3      | 220        | 3   | 5            | 203        | 4    | 15           |
| 4      | 296        | 4   | 7            | 257        | 4    | 5            |
| 5      | 121        | 3   | 15           | 118        | 3    | 13           |
| 6      | 371        | 4   | 1            | 298        | 4    | 1            |
| 7      | 283        | 4   | 9            | 144        | 3    | 11           |
| 8      | 123        | 3   | 17           | 119        | 3    | 17           |
| 9      | 393        | 4   | 3            | 274        | 4    | 3            |
| Totaal | 2.308      | 33  |              | 1.877      | 33   |              |